# Paipu (köpinghuvudort i Kina, Hainan Sheng, lat 19,64, long 109,16)
Paipu är en köpinghuvudort i Kina. Den ligger i provinsen Hainan, i den södra delen av landet, omkring 130 kilometer väster om provinshuvudstaden Haikou. Antalet invånare är 17 577. Befolkningen består av 8 282 kvinnor och 9 295 män. Barn under 15 år utgör 25,0 %, vuxna 15-64 år 67 %, och äldre över 65 år 7,0 %.
Runt Paipu är det ganska tätbefolkat, med 239 invånare per kvadratkilometer. Närmaste större samhälle är Baimajing, 10,1 km nordost om Paipu. Omgivningarna runt Paipu är en mosaik av jordbruksmark och naturlig växtlighet.
Genomsnittlig årsnederbörd är 2 285 millimeter. Den regnigaste månaden är juli, med i genomsnitt 445 mm nederbörd, och den torraste är februari, med 19 mm nederbörd.